# Stellenclearing
Stellenclearing bedeutet die Stellenbewertung und Stellenreorganisation im Rahmen der internen Personalbeschaffung. Es basiert auf einem systematischen Informationsaustausch zwischen Führungskräften und den Mitarbeitern der Personalabteilung zur Identifizierung potenzieller Kandidaten. Der Vorteil liegt darin, dass Führungskräfte das Potenzial einschätzen können; nachteilig können sich jedoch  subjektive Einflüsse wie Abteilungsegoismen oder Sympathie auf die Bewertung auswirken.